# جون ووترز
جون ووترز (بالإنجليزية: John Waters)‏ هو صحفي ومونتير وكاتب سيناريو ومنتج أفلام وفنان تشكيلي ومخرج وممثل أمريكي، ولد في 22 أبريل 1946 ببالتيمور في الولايات المتحدة.

## أعمال

### أفلام
- (2004) ذرية تشاكي[13]
- (2011) تلك الظلال المذهلة

### مسلسلات
- اسمي إيرل

## وصلات خارجية
- جون ووترز على موقع IMDb (الإنجليزية)
- جون ووترز على موقع الموسوعة البريطانية (الإنجليزية)
- جون ووترز على موقع روتن توميتوز (الإنجليزية)
- جون ووترز على موقع مونزينجر (الألمانية)
- جون ووترز على موقع ألو سيني (الفرنسية)
- جون ووترز على موقع ميوزك برينز (الإنجليزية)
- جون ووترز على موقع تيرنر كلاسيك موفيز (الإنجليزية)
- جون ووترز على موقع أول موفي (الإنجليزية)
- جون ووترز على موقع قاعدة بيانات برودواي على الإنترنت (الإنجليزية)
- جون ووترز على موقع قاعدة بيانات الأفلام السويدية (السويدية)